# Hyphodontiastra
Hyphodontiastra is een monotypisch geslacht van schimmels in de orde Polyporales. De familie is nog niet met zekerheid bepaald (Incertae sedis). Het bevat alleen Hyphodontiastra virgicola.